# Veruela
Veruela (cebuano: Lungsod sa Veruela - Municipality of Veruela)  es un municipio filipino de segunda categoría, situado en la parte nordeste de la isla de Mindanao. Forma parte de  la provincia de Agusan del Sur situada en la Región Administrativa de Caraga, también denominada Región XIII. Para las elecciones está encuadrado en el Segundo Distrito Electoral.

## Geografía
Municipio situado en el centro del sur de la provincia, limítrofe con la de Valle de Compostela, en la margen izquierda del río Agusan.
Su término linda al norte con el municipio de Bunaguán; al sur con la mencionada provincia de  Valle de Compostela; al este con el municipio de Santa Josefa; y al oeste con el de Loreto.

### Barangays
El municipio  de Veruela se divide, a los efectos administrativos, en 20 barangayes o barrios, conforme a la siguiente relación:
| - Binongan - Del Monte - Don Mateo - La Fortuna - Limot | - Magsaysay - Masayan - Población - Sampaguita - San Gabriel | - Santa Emelia - Sinobong - Anitap - Bacay II - Caigangan | - Candiis - Katipunan - Santa Cruz - Sawagan - Sisimon |  |

### Población
Los actuales habitantes del municipio hoy son la  mezcla entre  diferentes grupos étnicos del archipiélago.
Territorio de la etnia manobo, hoy habitada por ilongos, boholanos, cebuanos, ilocanos y todos los demás grupos étnicos de Luzón, Visayas y Mindanao.
Todas estas personas se consideran agusanos en los pensamientos, las ideas y la filosofía.

## Historia
Veruela está considerada como la población más antigua de la parte alta de la cuenca del río Agusan.
Según la tradición,  transmitida de generación en generación, su nombre proviene de la palabra española virus de origen  latino y que hace referencia al veneno, o alguna sustancia nociva. Puede ser, ya que cuando a finales del siglo XVIII, cuando  llegaron los misioneros llegaron, toda la comarca padecía viruela y cólera.
En el siglo XVIII, moros procedentes de Dávao invadieron el territorio manobo de Agusan. Los manobos resistieron hasta que dirigidos por su  datu Eladio Manguyod consiguen la victoria tras dura lucha, expulsando a los musulmanes de Agusan. La tribu se convirtió al cristianismo en su firme convicción de que debían sus victorias tanto a Datu Manguyod como a su patrón San Juan.
El actual territorio de Agusan del Sur fue parte de la provincia de Caraga durante la mayor parte del período español.
Así, a principios del siglo XX la isla de Mindanao se hallaba dividida en siete distritos o provincias.
El Distrito 3º de Surigao, llamado hasta 1858  provincia de Caraga tenía por capital el pueblo de Surigao e incluía la  Comandancia de Butuan.
Pertenecen a esta Comandancia  además de Mainit y sus visitas, todos los pueblos y visitas respectivas situados á orillas del río Agusan, entre los cuales se encontraba Veruela de  4,597 habitantes, con las visitas de Patrocinio, Borja, Vigo, San Pedro, Clavijo, Loreto, Gracia, Ausona, San José, Trento, Cuevas, Tudela y San Isidro.
Veruela alcanza la condición de barrio en 1877.
En 1914, durante la ocupación estadounidense de Filipinas,  fue creada la provincia de Agusan. Veruela fue uno de sus distritos municipales.
En 1916 un gran terremoto destruye el asentamiento de Linongsuran borrándolo del mapa. Los supervivientes se establecen en la Población de este municipio.
El 31 de marzo de 1965 Veruela se convirtió en un municipio.
El 17 de junio de 1967 la provincia se divide en dos, pasando Veruela a formar parte de  Agusan del Sur.
El municipio de Veruela mantiene  una disputa con la cercana provincia de Valle de Compostela en relación con su frontera en el barrio de Del Monte.

## Fiestas
Era su firme convicción que debían sus victorias tanto a Datu Manguyod como a su patrono San Juan Bautista, cuya festividad se celebra en Veruela como fiesta patronal el día 24 de junio.
- Festival Karudawan entre los días 1 y 8 de diciembre, culminando con la  fiesta de la Inmaculada Concepción.